# Nærmere, Gud, til dig
Nærmere, Gud, til dig er en salme, nr. 26 i Den Danske Salmebog. Den er skrevet i 1841 af englænderen Sarah Adams og oversat til dansk af Henry Ussing i 1881. Melodien er komponeret af Lowell Mason i 1856. Salmen bliver ofte benyttet til begravelser.

## Populærkultur
Sangen er meget kendt fra filmen Titanic fra 1997, hvor den bliver spillet af skibsorkestret til sidst under katastrofen. Det er aldrig blevet bevist, da ingen af dem, der senere blev reddet, har hørt orkestret. Der er også uenighed om, hvorvidt det var den, der blev spillet, eller bryllupsvalsen Autumn; men i film om Titanic benyttes Nearer, my God, to thee oftest.
Elvis Presley indsang i 1972 den engelsksprogede version Nearer My God To Thee. Den blev i oktober 1994 udsendt på dobbelt-cd'en "Amazing Grace - His Greatest Sacred Performances".